# Willughbeia edulis
Willughbeia edulis ist eine Pflanzenart in der Familie der Hundsgiftgewächse aus der Unterfamilie der Rauvolfioideae aus dem nördlicheren Südostasien bis ins nordöstliche Indien. Der Gattungsname wurde wahrscheinlich zu Ehren des englischen Naturforschers Francis Willughby (1635–1672) gewählt.

## Beschreibung
Willughbeia edulis wächst als verholzende, kahle Kletterpflanze, Liane mit viele Meter langen Sprossachsen. Sie klettert mit Hilfe von oft verzweigten Ranken. Die Pflanze führt einen Milchsaft, einen klebrigen Kautschuk.
Die einfachen Laubblätter sind kurz gestielt und gegenständig. Der Blattstiel ist bis etwa 2 Zentimeter lang. Sie sind papierig bis leicht ledrig, kahl, ganzrandig, eiförmig, -lanzettlich bis verkehrt-eiförmig oder länglich bis elliptisch und bespitzt oder spitz bis zugespitzt oder rundspitzig, seltener abgerundet bis eingebuchtet. Die Blätter sind bis zu 10–25 Zentimeter lang.
Es werden achselständige und gestielte, kurze, wenigblütige, zymöse Blütenstände gebildet, die öfters paarig erscheinen. Die kleinen, weißen und gestielten Blüten sind fünfzählig mit doppelter Blütenhülle. Die Krone ist in einer innen feinhaarigen, kurzen, unten leicht bauchigen Röhre verwachsen, mit ausladenden, länglichen und längeren Lappen. Die kurzen, fast sitzenden Staubblätter sind unten in der Kronröhre angeheftet. Der einkammerige, kahle Fruchtknoten mit kurzem Griffel ist oberständig. Der stigmoide Griffelkopf ist konisch.
Es werden rundliche bis leicht birnenförmige, gelbe bis orange, mehrsamige, bis zu etwa 6 Zentimeter große, weichschalige, schwach rippige, mattierte Früchte, Beeren gebildet. Die bis zu 16 Samen liegen einzeln in einer orangen, leicht saftigen, weichen und fleischigen Pulpe. Die eiförmigen, glatten Samen sind leicht abgeflacht und bis etwa 13 Millimeter lang.

## Verwendung
Die angenehm schmeckenden Früchte sind essbar.
Der Latex, die Wurzeln und Sprossachsen werden medizinisch genutzt.